# Occupazione della Mongolia
L'occupazione della Mongolia Esterna da parte del governo Beiyang della Repubblica di Cina iniziò nell'ottobre 1919 e durò fino al 18 marzo del 1921, quando le truppe cinesi a Urga furono dirottate dalle forze del russo bianco Barone Ungern (Buriati, russi ecc.) e dalle forze mongole. Questi, a loro volta, furono sconfitti dall'Armata Rossa e dai suoi alleati mongoli nel giugno del 1921.
Sebbene il governo Beiyang abbia abolito l'autonomia del Khanato di Mongolia e successivamente abbia ampliato la sua occupazione per includere Uryankhay Krai (Tuva), non fu in grado di garantire la sua pretesa sulle regioni.

## Contesto storico
Nel dicembre 1911 durante la rivoluzione Xinhai, la Mongolia Esterna dichiarò l'indipendenza dalla dinastia Qing della Cina durante la rivoluzione mongola del 1911. La Mongolia divenne di fatto una monarchia teocratica assoluta guidata dal Bogd Khan. Tuttavia, la nuova Repubblica di Cina rivendicava l'eredità di tutti i territori detenuti dalla dinastia Qing e considerava la Mongolia esterna come parte del suo territorio. Questa affermazione era prevista nell'Editto imperiale (清帝退位詔書) dell'Imperatore Qing (清帝退位詔書) firmato dall'imperatrice vedova Longyu a nome dell'imperatore Xuantong di cinque anni: "[...] la continua integrità territoriale delle terre delle cinque razze, Manciù, Han, Mongoli, Hui e Tibetani in un'unica grande Repubblica di Cina" ([. . . ] 仍合滿、漢、蒙、回、藏五族完全領土，為一大中華民國). La Costituzione provvisoria della Repubblica di Cina adottò nel 1912 le regioni di frontiera specificamente stabilite della nuova repubblica, compresa la Mongolia esterna, come parti integranti dello stato.
Nell'accordo tripartito del Kyakhta del 1915, l'Impero russo (che aveva interessi strategici nell'indipendenza mongola ma non voleva alienare completamente la Cina), la Repubblica di Cina e il Khanato di Mongolia concordarono che la Mongolia esterna era autonoma sotto la sovranità cinese. Tuttavia, negli anni seguenti l'influenza russa in Asia diminuì a causa della prima guerra mondiale e, successivamente, della rivoluzione d'ottobre. Dal 1918, la Mongolia Esterna fu minacciata dalla guerra civile russa e nell'estate del 1918 chiese assistenza militare cinese, che portò allo schieramento di una piccola forza su Urga. Grigorij Michajlovič Semënov guidò i Buriati e i Mongoli interni a guidare un piano per creare uno stato pan-mongolo. Nel frattempo, alcuni aristocratici mongoli erano diventati sempre più insoddisfatti della loro emarginazione per mano del governo teocratico lamaista e, provocati anche dalla minaccia dell'indipendenza della Mongolia esterna dal movimento pan-mongolo di Grigorij Semënov in Siberia, erano pronti a accetta la regola cinese entro il 1919. Secondo un comunicato di Associated Press, alcuni capi mongoli firmarono una petizione chiedendo alla Cina di riprendere l'amministrazione della Mongolia e di porre fine all'autonomia della Mongolia esterna. Da quando si opposero al Bogd Khan e ai suoi chierici, i nobili mongoli accettarono di abolire l'autonomia mongola e di ricongiungersi con la Cina in virtù di un accordo con 63 accordi firmati con Chen Yi in agosto-settembre 1919. L'iniziativa pan-mongola di Grigorij Semënov guidata da Buriati e Mongoli interni fu respinta dai nobili mongoli Khalkha di Urga, così i nobili Khalkha assicurarono invece ai cinesi sotto Chen Yi di essere contrari. La prospettiva di porre fine all'autonomia mongola e di disporre di truppe cinesi di stanza a Niialel Khuree, Altanbulag, Uliyasutai e Khovd fu autorizzata dal governo mongolo in risposta al movimento pan-mongolo sostenuto dai giapponesi.
Un alleato del governo cinese, il leader del Lama buddista Monguor Gelugpa nato nel Qinghai, il sesto Janggiya Khutughtu, era contrario all'autonomia della Mongolia esterna.

## Le cause

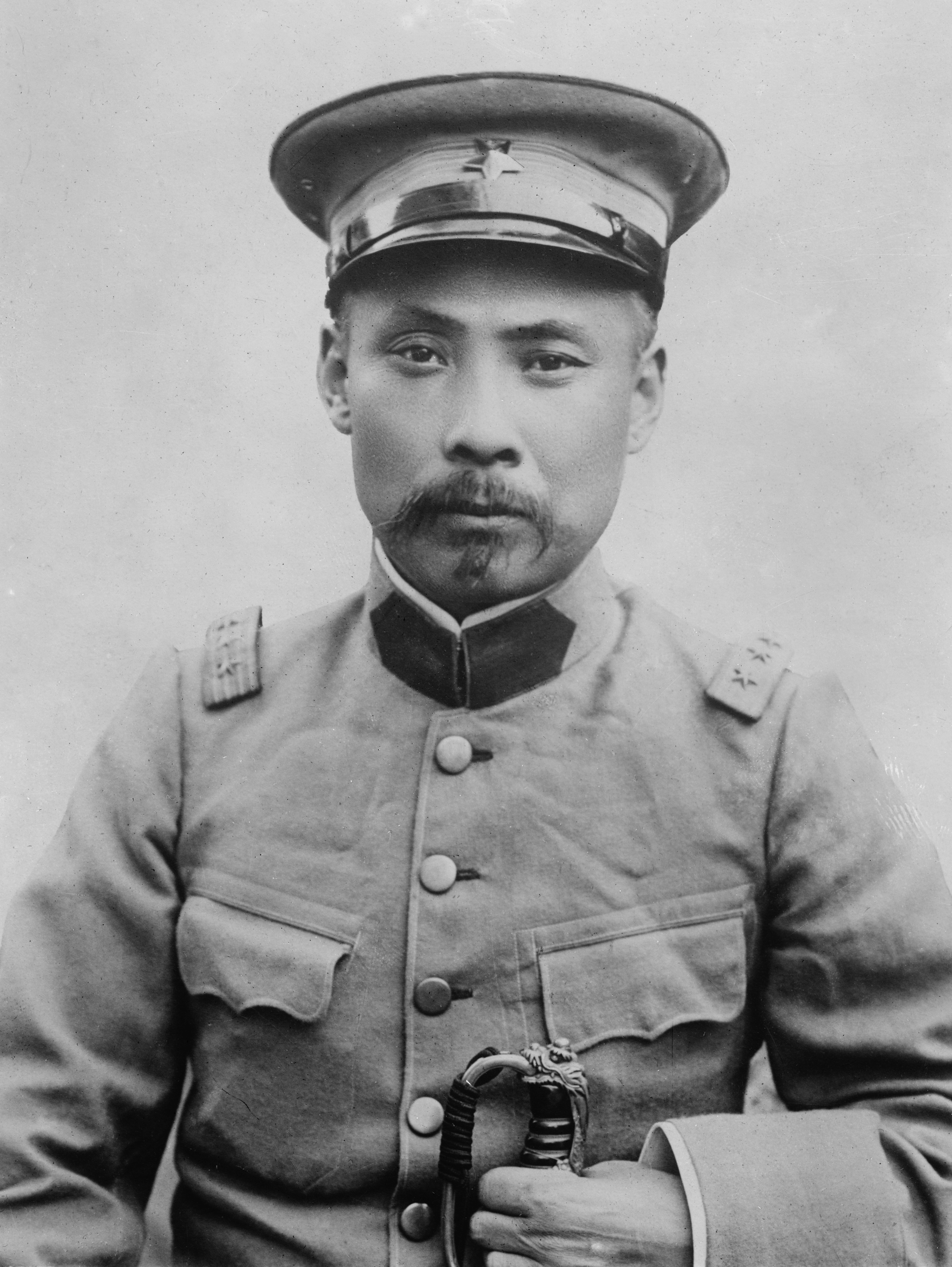
Duan Qirui

L'invasione della Mongolia fu ideata dal primo ministro Duan Qirui. Quando Duan progettò l'ingresso della Cina nella prima guerra mondiale stipulò numerosi ingenti prestiti dal governo giapponese, inclusi i prestiti Nishihara. Usò i soldi per creare l'Esercito di partecipazione alla guerra apparentemente per combattere le potenze centrali. I suoi rivali sapevano che lo scopo di questo esercito era quello di schiacciare il dissenso interno. Esisteva al di fuori del Ministero dell'Esercito ed era controllato dall'Ufficio di partecipazione alla guerra, guidato dal premier e che era gestito interamente dalla sua cricca di Anhui. Il presidente Feng Guozhang, rivale di Duan, non aveva alcun controllo, nonostante costituzionalmente comandante in capo. Quando la guerra finì senza che un soldato facesse un passo all'estero, i suoi critici chiesero lo scioglimento dell'Esercito di partecipazione alla guerra. Duan dovette trovare un nuovo scopo per il suo esercito. La Mongolia fu scelta per diversi motivi:
- Gli inviati di Duan alla Conferenza di pace di Parigi (1919) non furono in grado di impedire che la concessione tedesca nello Shandong venisse trasferita in Giappone, facendo sì che il nazionalista Movimento del 4 maggio potesse prendere di mira le sue politiche. La sua reputazione di patriota fu screditata. Il reinserimento della Mongolia lo avrebbe annullato.
- Il movimento di protezione della costituzione fu combattuto fino a uno stallo in Hunan. Usare il suo esercito per un altro rischioso tentativo di riprendere la Cina meridionale dai ribelli era indesiderabile.
- La guerra civile russa lasciò la Mongolia senza un protettore straniero. Una vittoria facile avrebbe aumentato la statura di Duan.
- Il primo ministro di lunga data della Mongolia, Tögs-Ochiryn Namnansüren, morì nell'aprile del 1919, lasciando l'élite al potere del paese profondamente divisa su un successore. Alcuni principi della Mongolia, così come i loro cinesi Han, cercarono la riunificazione.

## Invasione

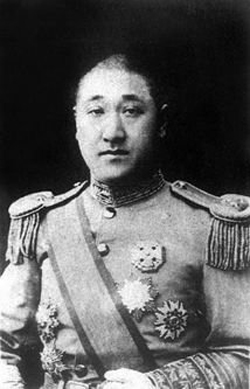
Xu Shuzheng

Il comandante della cricca di Anhui pro-giapponese Xu Shuzheng guidò l'occupazione militare della Mongolia in violazione dell'accordo di Chen Yi firmato con i nobili mongoli perché voleva usare la Mongolia come suo feudo. La cricca di Anhui era anche conosciuta come gruppo Anfu. Esso fu corrotto dal Giappone per attuare in Mongolia le strategie del Sol Levante.
L'esercito di partecipazione alla guerra fu ribattezzato Esercito di frontiera nordoccidentale. Duan ne diede il controllo al suo braccio destro, Xu Shuzheng, membro della cricca di Anhui pro-giapponese nel governo cinese. Annunciarono che la spedizione era su invito di numerosi principi mongoli per proteggere la Mongolia dalle incursioni bolsceviche. Doveva iniziare nel luglio del 1919, ma il treno si ruppe. Ad ottobre, Xu guidò un gruppo di 4 000 capi che catturarono rapidamente Urga senza resistenza. Altre 10 000 truppe seguirono per occupare il resto del paese. La riuscita invasione fu accolta con successo in tutta la Cina, anche dal governo meridionale rivale di Sun Yat-sen, sebbene il telegramma di Sun potesse essere interpretato sarcasticamente. I giapponesi furono quelli che ordinarono ai signori della guerra cinesi pro-Giappone di occupare la Mongolia per fermare un possibile ribaltamento rivoluzionario dai rivoluzionari russi in Mongolia e nella Cina settentrionale. Dopo che i cinesi completarono l'occupazione, i giapponesi li abbandonarono e li lasciarono soli. Manlaibaatar Damdinsüren affermò che "posso difendere la Mongolia dalla Cina e dalla Russia rossa".

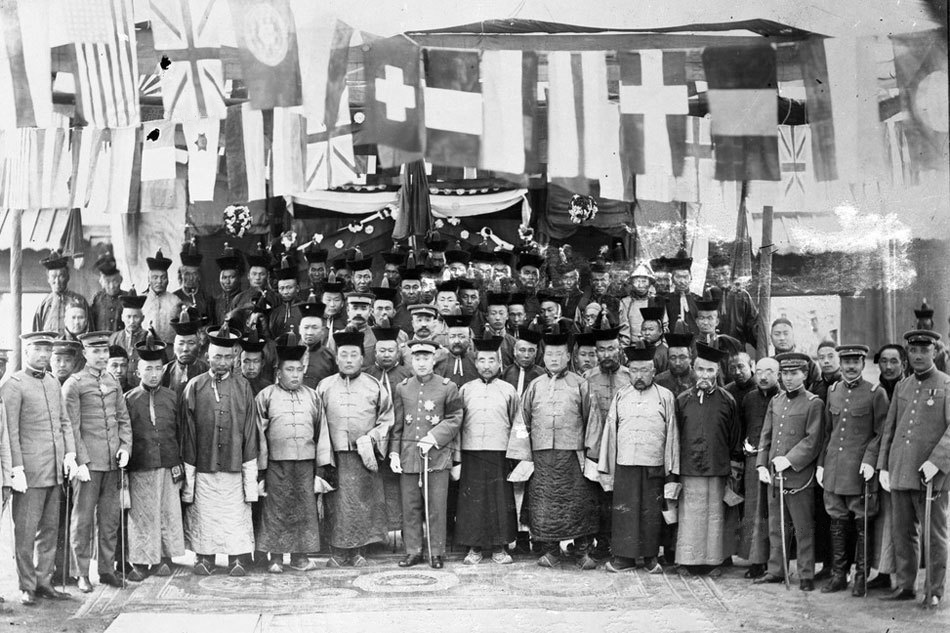
Xu Shuzheng e Noyons mongoli a Khüree

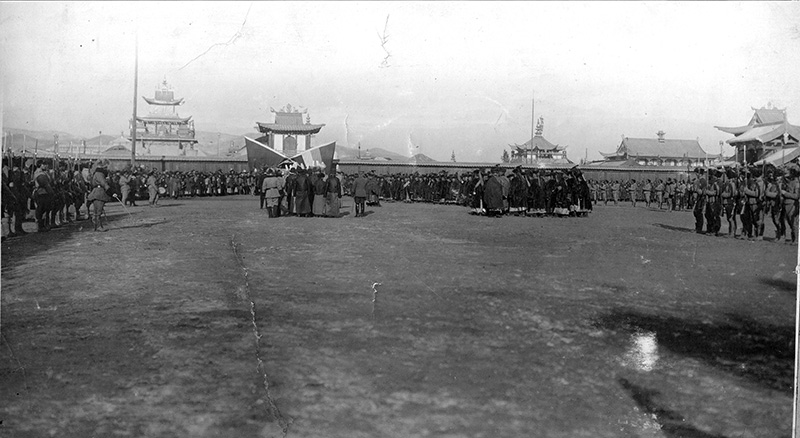
Cerimonia della distruzione dell'autonomia della Mongolia nel 1920

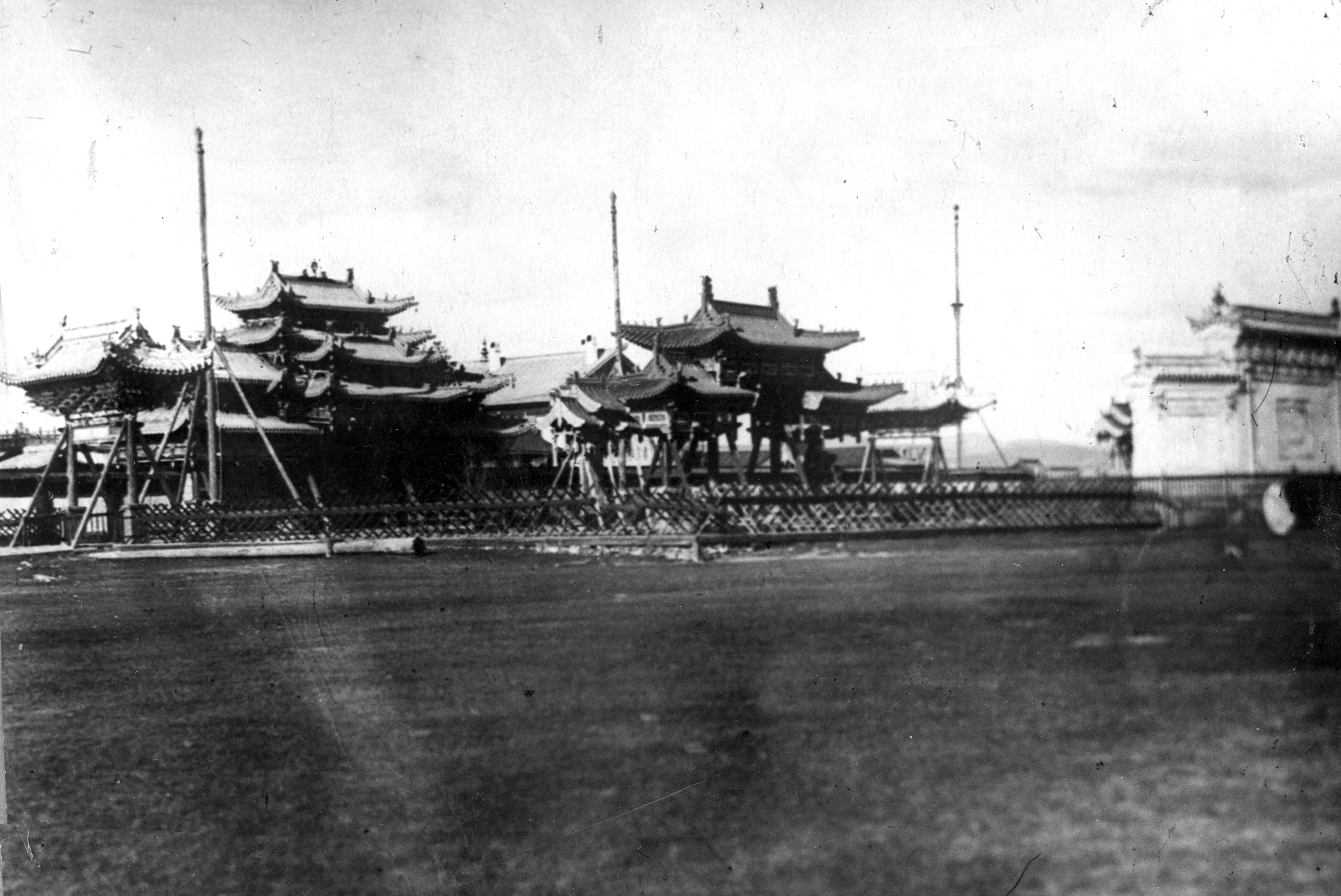
Palazzo d'inverno del Bogd Khan negli anni 1920

Nel 1919 il consiglio mongolo di Khan fu indirizzato da Xu Shuzheng in un discorso condiscendente. Nel febbraio 1920, Xu presiedette a una cerimonia molto umiliante in cui Bogd Khan e altri leader furono costretti a kowtow davanti a lui e alla bandiera Cinque razze sotto un'unica unione. Questo evento segnò l'inizio della resistenza attiva contro il dominio cinese che si unì al Partito del Popolo Mongolo.
La politica interna in Cina cambiò presto radicalmente la situazione. L'invasione aveva causato allarme per Zhang Zuolin, il potente signore della guerra della Manciuria, che era sconvolto dal fatto che un esercito così grande fosse stato spostato così vicino al suo territorio. Si unì al coro di critici come Cao Kun e Wu Peifu chiedendo la rimozione della cricca di Anhui. A luglio, costrinsero il presidente Xu Shichang a rimuovere Xu Shuzheng dalla sua posizione. In risposta, Xu Shuzheng mosse la maggior parte delle sue forze per affrontare i suoi nemici in Cina. Sia lui che Duan Qirui furono sconfitti nella conseguente guerra Zhili-Anhui. Ciò lasciò solo poche truppe cinesi in Mongolia senza la loro guida.
Molte delle truppe cinesi durante l'occupazione erano mongoli Cahar della Mongolia Interna, che fu una delle principali cause di animosità tra Mongoli esterni (Khalkhas) e Mongoli interni.
Il principe Darchin Ch'in Wang di Tüsheet Khan Aimag era un sostenitore del dominio cinese mentre suo fratello minore Tsewang era un sostenitore di Ungern-Sternberg.
I cinesi inviarono un gruppo di honghuzi a guida di mongoli interni di Cahar per combattere contro i mongoli esterni, ma il Lama Tushegoun li uccise Sia l'esercito cinese che la forza del barone Ungern von Sternberg contenevano i soldati mongoli interni del Chahar, che partecipavano al rapimento di donne mongole esterne locali oltre a saccheggiare e mutilare i mongoli esterni. I saccheggi del Mongolo interiore saccheggiato furono reclutati dall'Alto Commissario cinese Wu Tsin Lao con la deliberata consapevolezza che si sarebbero impegnati nel saccheggio. I disertori, compresi i russi, delle forze di Ungern furono puniti o uccisi dai mongoli interni di Chahar nell'esercito di Ungern-Sternberg. L'Armata Rossa Sovietica schiacciò l'unità di mongoli Cahar delle forze di Ungern Sternberg.

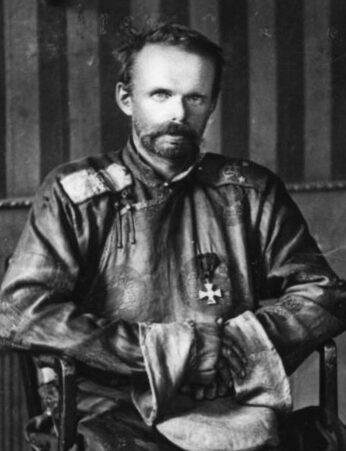
Roman von Ungern-Sternberg

In ottobre il barone russo bianco Roman von Ungern-Sternberg entrò in Mongolia da nord e combatté molte battaglie con il presidio cinese di stanza a Urga prima di catturarlo nel febbraio del 1921. Lì sconfisse le forze cinesi e restaurò Bogd Khan come monarca. Più o meno nello stesso periodo, l'MPP si impegnò nella sua prima battaglia contro le truppe cinesi. "Dopo la sconfitta dell'esercito cinese, duemila cinesi hanno chiesto al Buddha vivente di arruolarsi nelle sue legioni. Furono accettati e formati in due reggimenti, indossando come insegne i vecchi draghi d'argento cinesi."
La riconquista della Mongolia esterna fu assegnata a Zhang Zuolin. Una spedizione congiunta MPP - Armata Rossa guidata da comandanti rossi sovietici e Damdiny Sùchbaatar sconfisse il barone in agosto. Le forze sovietiche contro Ungern-Sternberg furono guidate da Konstantin Konstantinovič Rokossovskij. Le tensioni che portarono alla prima guerra Zhili-Fengtian e all'apparente vittoria dei bolscevichi nella guerra civile russa portarono alla fine del coinvolgimento della Cina. Reincarnazioni, abati e lama furono imprigionati o giustiziati dai sovietici. La Cina respinse l'intervento sovietico.
L'Ataman cosacco della Transbaikalia era Semënov. Una repubblica mongola-buryat fu dichiarata nel gennaio 1919 da Semënov. Un "Dipartimento Nazionale Buriati" fu creato da Semënov e l'élite Buriati come intelligence, lama e mezzogiorno fu convocata da Semënov e dai giapponesi nel febbraio del 1919. Lo scopo era quello di unire la Buriazia, la Tuva, la Mongolia esterna e la Mongolia interna in uno stato mongolo, discusso nel congresso di Chita "Pan-Mongolo" del febbraio 1919 guidato dal giapponese Transbaikal Buryats di Semënov. Un "governo provvisorio" fu istituito dopo la riunione del febbraio 1919. Gli ufficiali russi Cahar e Honghuzi prestarono servizio nell'esercito di Semënov. Chahars costituì una divisione. C'erano Cahar, Tungus, Buriati, Tatari, Bashkirs e altri nell'esercito. I mongoli interni del Chahar furono circa 2 000 e furono collocati nella "Divisione selvaggia" dell'OMO guidata dal generale Levitskii. La cavalleria dell'Esercito Bianco di Semënov arruolò 1 800 Buriati mentre anche i Buriati furono reclutati dai Bolscevichi. In Trans-Baikalia a Semënov si unì Kappel che comandò la retroguardia di Aleksandr Vasil'evič Kolčak. Semënov e Kolčak erano alleati. Dal 1916 al 1919 i Buriati furono sottoposti alla propaganda giapponese. Alla Conferenza di pace di Parigi parteciparono rappresentanti del "governo Dauria" dell'iniziativa pan-mongola istituita nel febbraio 1919 da Semënov. Poiché la Conferenza di pace di Versailles del 1919 non riconobbe il governo Daurija di Semënov, i giapponesi ritirarono il loro sostegno da Semënov. Una mitragliatrice di 350 prigionieri da un treno fu organizzata nell'agosto 1919 da Semënov. A Chita un incontro tra un capitano americano e Semënov fu annullato nel dicembre 1919.
Fushenge guidò i soldati mongoli Bargut e Karachen (Karachin) e ne affidò l'addestramento a Ungern. Il principe mongolo della Mongolia Interna partecipò alla conferenza pan-mongola con Ungern quando inviò rappresentanti a Versailles, ma Ungern sviluppò una distinzione per l'idea dello stato pan-mongolo e nessun mongolo esterno si prese la briga di partecipare alla conferenza: Bogd Khan respinse l'idea di uno stato pan-mongolo, poiché non voleva perdere il suo potere nei confronti di giapponesi e Semënov e non voleva provocare la Cina, quindi respinse una delegazione di Dauria alla quale Fushenge partecipò. Gli ufficiali russi di Ungern a Dauria stavano tracciando i soldati mongoli interni dei soldati Fushenge e Buriati, ma si stava sviluppando l'ostilità tra i Mongoli interni e i Buriati. Dopo essere stati assegnati all'attacco di Urga, i soldati mongoli del generale Fussenge si rifiutarono di partecipare e in risposta i giapponesi e l'OMO li massacrarono tutti.

## Risultati
Dopo un breve periodo di monarchia costituzionale, nel 1924 fu istituita la Repubblica Popolare Mongola che sarebbe durata fino al 1992.
L'esercito cinese e l'Armata Rossa sovietica sconfissero il resto dei russi bianchi come Kazagrandi e Suharev mentre fuggivano e abbandonavano Ungern. L'esercito cinese nel giugno del 1921 sconfisse un'unità di 350 russi bianchi guidata dal colonnello Kazagrandi, la maggior parte di loro morì in battaglia mentre 42 divennero prigionieri.
Fu proposto che il dominio di Zhang Zuolin (le "Tre province orientali" cinesi) prendesse la Mongolia esterna sotto la sua amministrazione da parte di Bogda Khan e Bodo nel 1922, dopo che i comunisti mongoli filo-sovietici presero il controllo della Mongolia esterna.
Per la Cina, l'occupazione portò indirettamente alla rottura permanente dell'esercito Beiyang e alla caduta del forte Duan Qirui. Questo segnò il periodo dei signori della guerra mentre gli ex ufficiali di Yuan Shikai si combatterono per molti anni a venire. Molti guerriglieri russi bianchi diventarono mercenari in Cina dopo l'occupazione. Insieme all'intervento siberiano, fu l'unica spedizione militare straniera effettuata dal governo Beiyang. Il governo della Repubblica di Cina continuò a rivendicare la Mongolia come parte del suo territorio fino al 1946, in seguito al referendum sull'indipendenza mongola del 1945 che votò per l'indipendenza, ma ritrattò il riconoscimento dell'indipendenza mongola nel 1953 per l'assistenza sovietica della parte comunista nella guerra civile cinese.
Nel 2002, la Repubblica di Cina, che ora controlla solo Taiwan e le isole circostanti, annunciò che ora riconosceva la Mongolia come un paese indipendente, escludendo la Mongolia dalle mappe ufficiali della Repubblica di Cina e richiedendo ai cittadini mongoli che visitavano Taiwan di produrre passaporti. Furono stabilite relazioni informali tra la Mongolia e Taiwan attraverso uffici commerciali a Ulan Bator e Taipei, sebbene senza un riconoscimento diplomatico formale a causa della politica della Cina unica, poiché la Mongolia riconosce la Repubblica Popolare Cinese. Non sono state intraprese azioni legislative per rispondere alle preoccupazioni sulle rivendicazioni costituzionali della Repubblica di Cina nei confronti della Mongolia, poiché la modifica della Costituzione della Repubblica di Cina è una questione politicamente delicata a causa dello status politico di Taiwan.
Buryats prestò servizio nell'esercito di Ungern Sternberg da quando i russi abusarono dei Buryat e Stalin era furioso per questo. Durante le persecuzioni di Stalin, la Mongolia divenne un rifugio per i Buryat in fuga. I sovietici usarono la tattica per dividere i mongoli dai Tuvani e dai Buriati. I media sovietici lanciarono una campagna anti-buddista in Buriazia. Il nazionalismo mongolo in Transbaikalia e Buriazia fu equiparato a Grigorii Semenov dai comunisti e dai sovietici mongoli. I sovietici affrontarono l'opposizione nella loro campagna anti-religiosa da parte dei chierici di Buryat. Il primo segretario del Partito Comunista del Buryat-Mongolia Verbanov fu giustiziato nella purga di Stalin. Un presidente russo ora governa la Buriazia e i russi costituiscono la maggioranza della popolazione della Buriazia, dopo massicce morti di Buriati durante il dominio russo e l'insediamento di Buriazia da parte dei russi.